# Chaenostoma paniculatum
Chaenostoma paniculatum är en flenörtsväxtart som först beskrevs av Olive Mary Hilliard, och fick sitt nu gällande namn av Kornhall. Chaenostoma paniculatum ingår i släktet Chaenostoma och familjen flenörtsväxter. Inga underarter finns listade i Catalogue of Life.